# São Paulo do Potengi
São Paulo do Potengi é um município brasileiro do estado do Rio Grande do Norte, localizado a 71 quilômetros da capital potiguar. De acordo com o censo demográfico do Brasil de 2022, sua população é de 16.786 habitantes, com uma área territorial de 240.435 km², considerado o maior município da Região Potengi em população. É conhecida como SPP, Capital do Potengi e Terra do Profeta das Águas.

## História
Distrito criado com a denominação de São Paulo do Potengi, pelo decreto estadual nº 603, de 31 de outubro de 1938, subordinado ao município de Macaíba.
No quadro fixado para vigorar no período de 1939-1943, o distrito de São Paulo do Potengi, figura no município de Macaíba.
Elevado à categoria de município com a denominação de São Paulo do Potengi, pela lei estadual nº 268, de 30 de dezembro de 1943, desmembrado de Macaíba. Sede no atual distrito de São Paulo do Potengi. Constituído do distrito sede. Instalado em 1 de janeiro de 1944.
Hoje é conhecida como a maior e detentora da melhor infraestrutura da região Potengi, conhecida daí como "A Capital do Potengi" por possuir grandes empresas, bancos, escolas e faculdades, além de outras instituições de prestação de serviço à toda região.

## Geografia
São Paulo do Potengi se limita com os municípios de Barcelona, Lagoa de Velhos, Senador Elói de Souza, São Pedro, Santa Maria e Riachuelo. A sede do município tem uma altitude média de 91 m e coordenadas 05°53’42,0” de latitude sul e 35°45’46,8” de longitude oeste. Localizado na Região do Potengi, o município de São Paulo do Potengi está a 71 quilômetros de distância da capital, tendo uma área de 240,435 quilômetros quadrados de extensão.

### Relevo
Possui de 50 a 200 metros de altitude. Com uma depressão sub-litorânea - terrenos rebaixados, localizados entre duas formas de relevo de maior altitude. Ocorre entre os tabuleiros costeiros e o Planalto da Borborema.

### Geologia
O Município de São Paulo do Potengi, geologicamente inserido na Província Borborema, está constituído por litótipos dos complexos Serra Caiada, João Câmara e Santa Cruz e por depósitos colúvio-eluviais. Os depósitos colúvio-eluviais, são predominantemente constituídos por sedimentos arenosos a areno-argilosos, por vezes conglomeráticos.

### Solos
Solos predominantes e características principais:
- Solódico - fertilidade natural alta, textura argilosa e arenosa, relevo suave ondulado, imperfeitamente drenados, rasos. São utilizados, principalmente, com pecuária e em pequenas áreas com algodão, milho e feijão consorciados além de palma forrageira, em alguns locais.

Apresentam fortes limitações ao uso agrícola pela falta d’água e moderadas limitações pelo excesso d’água, durante o período chuvoso. A irrigação é problemática, vez que são rasos, apresentam problemas de manejo e considerável teor de sódio trocável. Seu aproveitamento racional com pecuária requer melhoramento de pastagens e intensificação da palma forrageira.
- Aptidão Agrícola: regular para pastagem plantada e aptas para culturas especiais de ciclo longo, tais como: algodão arbóreo, caju e coco.
- Sistema de Manejo: médio nível tecnológico. As práticas agrícolas estão condicionadas ao trabalho braçal e a tração animal com implementos agrícolas simples.

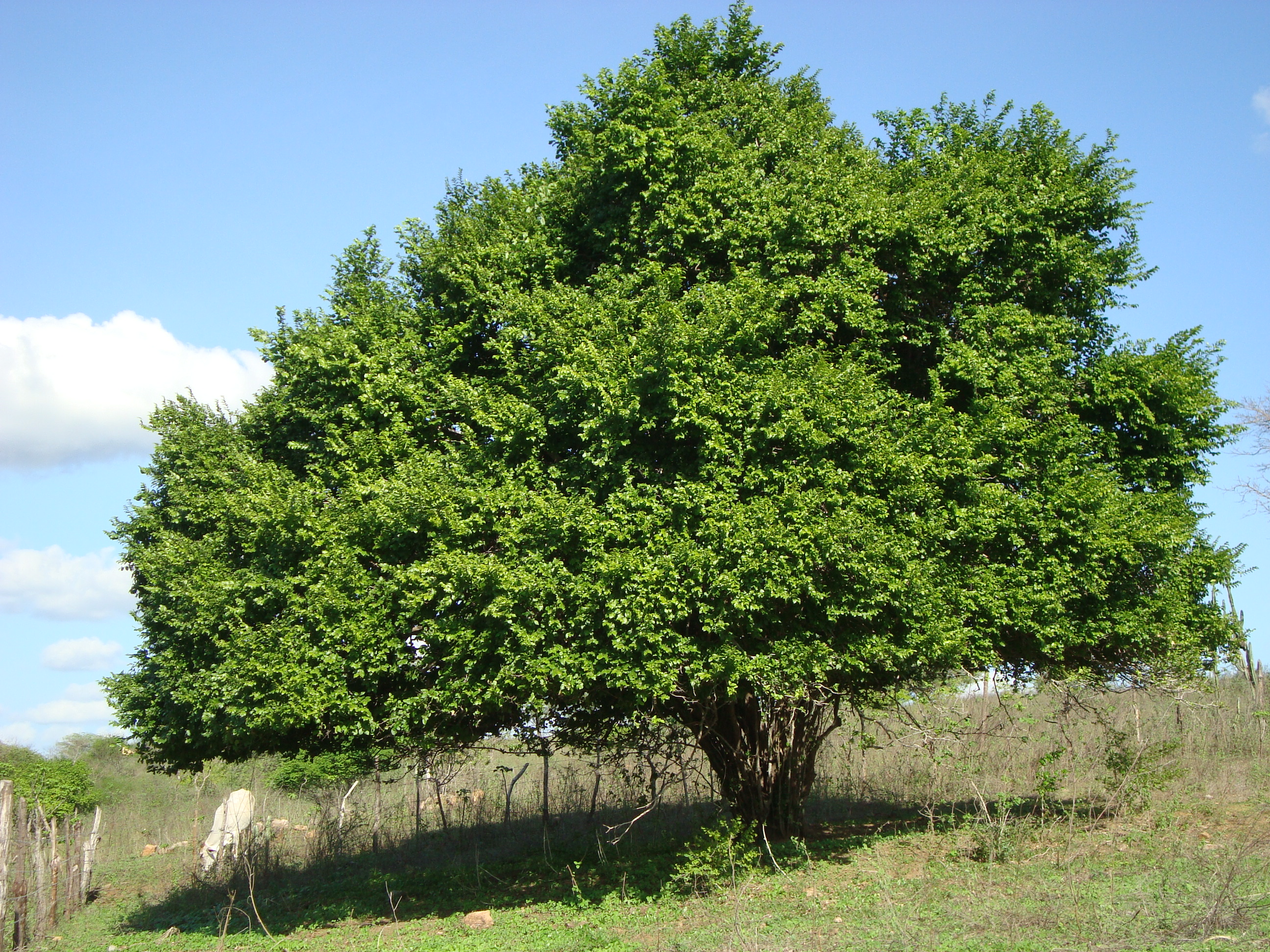
Juazeiro - árvore típica do município.

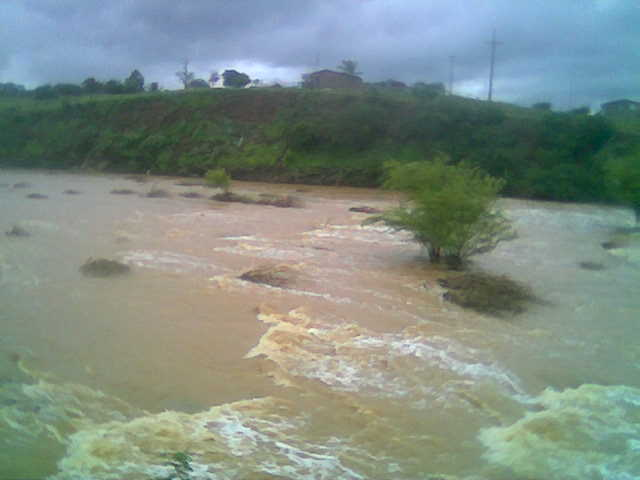
Sangria da Barragem Campo Grande.

### Vegetação
A vegetação predominante no município de São Paulo do Potengi é a Caatinga Hiporxerófila – uma vegetação de clima semiárido que apresenta arbustos e árvores com espinhos e de aspecto menos agressivo do que a caatinga Hiperxerófila. Entre outras espécies destacam-se a
catingueira, angico, baraúna, juazeiro, marmeleiro, mandacaru, umbuzeiro e aroeira.

### Hidrografia
O município de São Paulo do Potengi está todo incluído na bacia hidrográfica do Rio Potenji, que banha o município. Os principais afluentes são os riachos: dos Macacos, dos Paus, Campos Novos, da Serra, Salgado e Pedra Branca. O principal corpo de acumulação é o açude público Campo Grande, alimentado pelo Rio Potenji (34.000.000m3).

### Clima
O clima é tipo B, segundo Classificação de Köppen, ou seja, clima semiárido caracterizado pela baixa umidade e pouco volume pluviométrico.
| Dados climatológicos para São Paulo do Potengi (1933-2020) | Dados climatológicos para São Paulo do Potengi (1933-2020) | Dados climatológicos para São Paulo do Potengi (1933-2020) | Dados climatológicos para São Paulo do Potengi (1933-2020) | Dados climatológicos para São Paulo do Potengi (1933-2020) | Dados climatológicos para São Paulo do Potengi (1933-2020) | Dados climatológicos para São Paulo do Potengi (1933-2020) | Dados climatológicos para São Paulo do Potengi (1933-2020) | Dados climatológicos para São Paulo do Potengi (1933-2020) | Dados climatológicos para São Paulo do Potengi (1933-2020) | Dados climatológicos para São Paulo do Potengi (1933-2020) | Dados climatológicos para São Paulo do Potengi (1933-2020) | Dados climatológicos para São Paulo do Potengi (1933-2020) | Dados climatológicos para São Paulo do Potengi (1933-2020) |
| Mês                                                        | Jan                                                        | Fev                                                        | Mar                                                        | Abr                                                        | Mai                                                        | Jun                                                        | Jul                                                        | Ago                                                        | Set                                                        | Out                                                        | Nov                                                        | Dez                                                        | Ano                                                        |
| ---------------------------------------------------------- | ---------------------------------------------------------- | ---------------------------------------------------------- | ---------------------------------------------------------- | ---------------------------------------------------------- | ---------------------------------------------------------- | ---------------------------------------------------------- | ---------------------------------------------------------- | ---------------------------------------------------------- | ---------------------------------------------------------- | ---------------------------------------------------------- | ---------------------------------------------------------- | ---------------------------------------------------------- | ---------------------------------------------------------- |
| Precipitação (mm)                                          | 37,3                                                       | 54,6                                                       | 102,2                                                      | 103,1                                                      | 78,6                                                       | 83,6                                                       | 66,8                                                       | 30,3                                                       | 13,2                                                       | 4,3                                                        | 5,5                                                        | 9,3                                                        | 588,8                                                      |

## Demografia

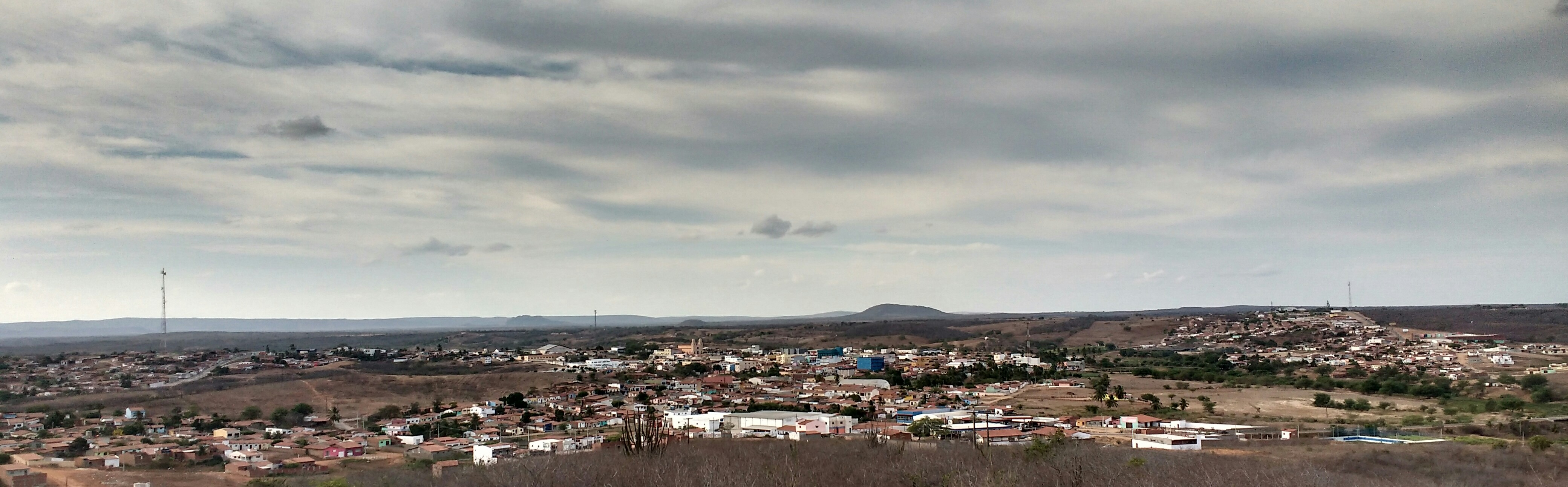
Vista panorâmica de São Paulo do Potengi

A população de São Paulo do Potengi no censo demográfico de 2022 era de 16 786 habitantes, sendo o 31º município mais populoso do Rio Grande do Norte e apresentando uma densidade populacional de 69,82 km². Desse total, 11 468 habitantes viviam na zona urbana (72,00%) e 4 375 na zona rural (28,00%). Ao mesmo tempo, 8 019 pessoas eram do sexo feminino (50,62) e 7 824 do sexo masculino (49,38), tendo uma razão de sexo de 97,57. Quanto à faixa etária, 10 268 pessoas tinham entre 15 e 64 anos (64,81%), 4 067 menos de 15 anos (25,67%) e 1 508 65 anos ou mais (9,52%).
O Índice de Desenvolvimento Humano do município é considerado médio, de acordo com dados do Programa das Nações Unidas para o Desenvolvimento. Segundo dados do relatório de 2010, divulgados em 2013, seu valor era de 0,622, sendo o 53º maior do Rio Grande do Norte. Considerando-se apenas o índice de longevidade, seu valor é de 0,744, o valor do índice de renda é de 0,584 e o de educação é de 0,555. Em 2010, 67% da população vivia acima da linha de pobreza, 15,9% abaixo da linha de indigência e 17% entre as linhas de indigência e de pobreza. No mesmo ano, os 20% mais ricos eram responsáveis por 51,1% do rendimento total municipal, valor mais de 23 superior à dos 20% mais pobres, que era de apenas 2,2%.

## Subdivisões

### Bairros, Conjuntos e Vilas

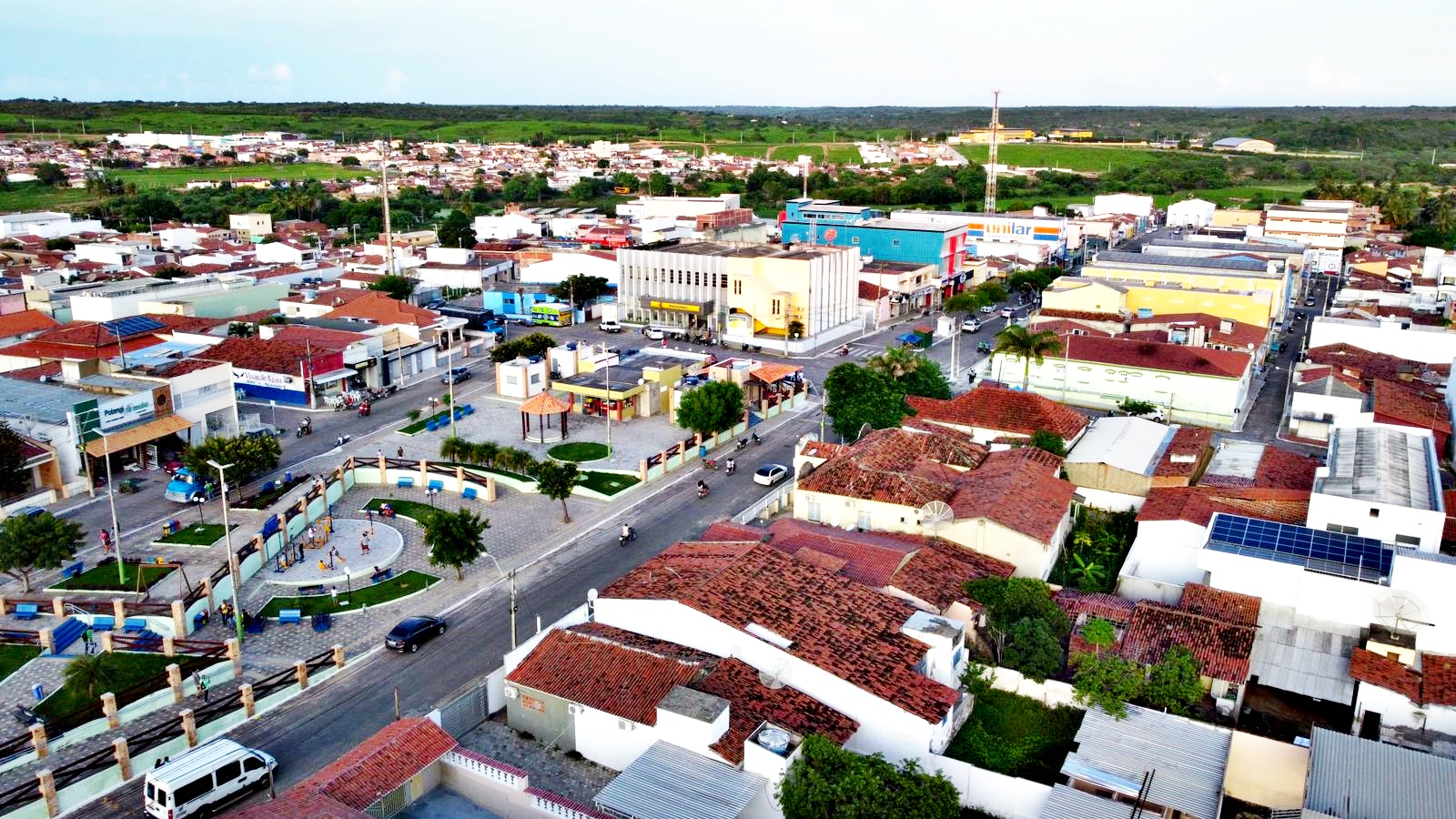
Vista parcial do Centro com a praça Monsenhor Expedito.

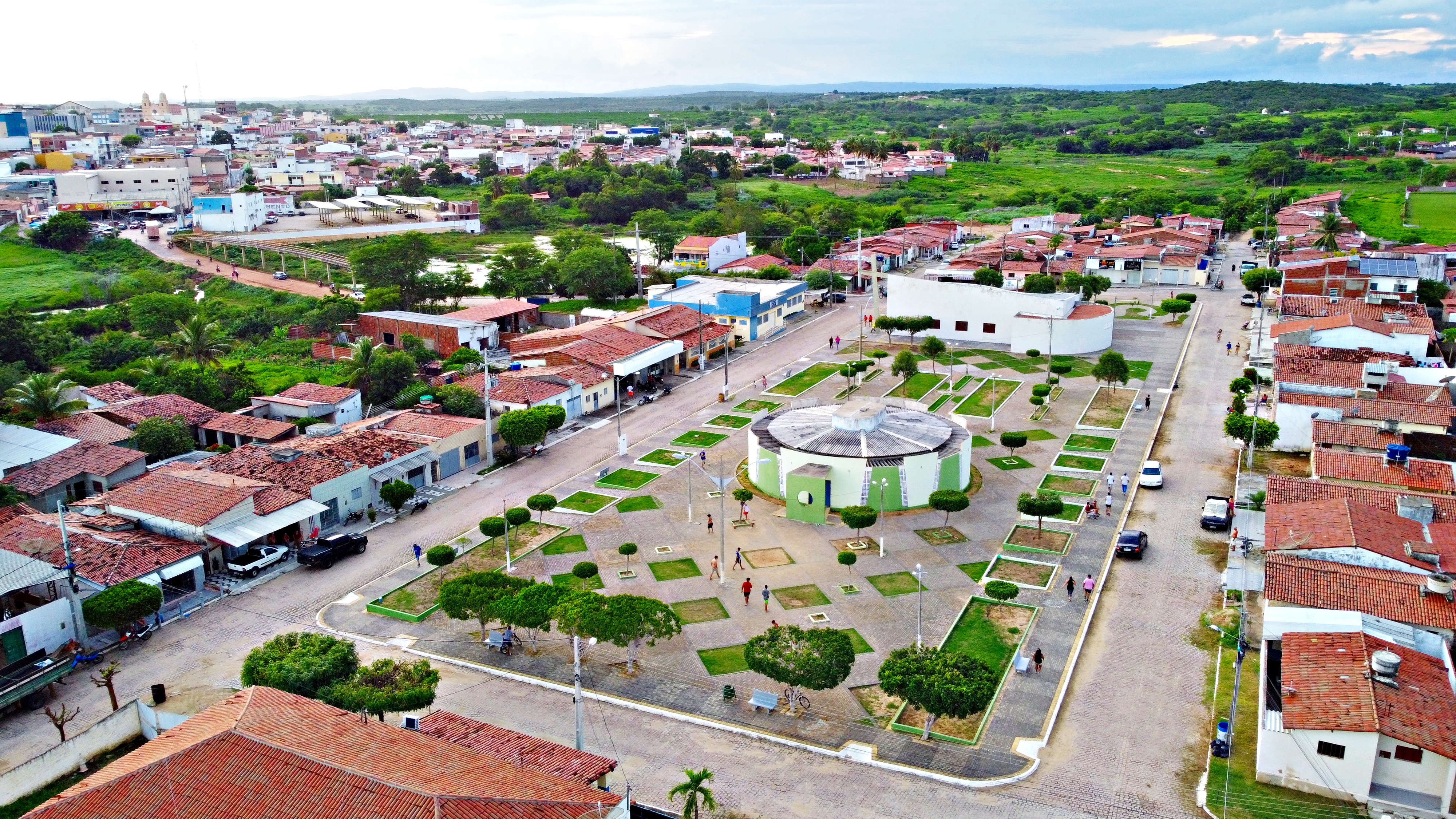
Bairro Novo Juremal.

| Bairros   | Bairros                 |
| --------- | ----------------------- |
| 1         | Alto do Potengi         |
| 2         | Antônio Gomes           |
| 3         | Assunção                |
| 4         | Centro                  |
| 5         | Monsenhor Expedito      |
| 6         | Nossa Senhora Aparecida |
| 7         | Novo Juremal            |
| 8         | Santos Dumont           |
| 9         | Nini Souto              |
| Conjuntos |                         |
| 1         | João XXIII              |
| 2         | Santa Clara             |
| Vilas     |                         |
| 1         | Campo Grande            |

### Localidades

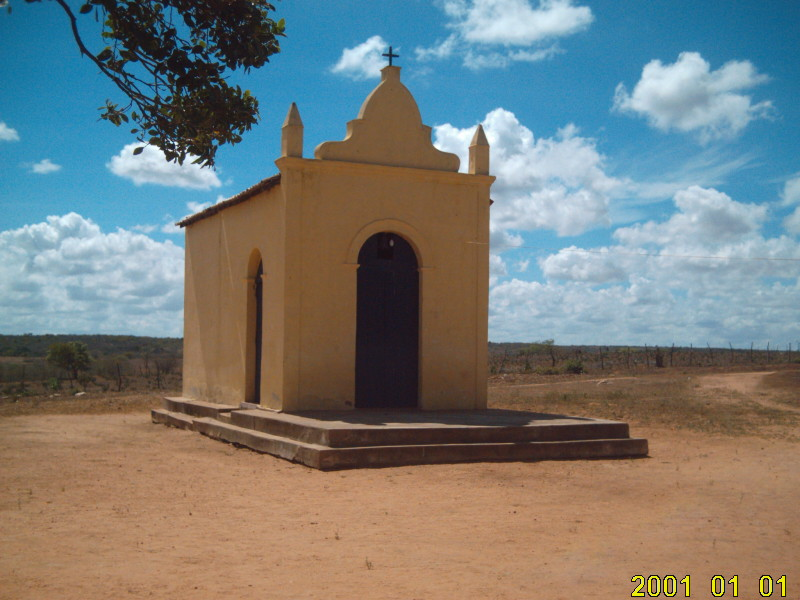
Capela de Pitombeira.

| Comunidades Rurais   | Comunidades Rurais     | Comunidades Rurais | Comunidades Rurais |
| -------------------- | ---------------------- | ------------------ | ------------------ |
| 1                    | Arisco de Condessa     | 13                 | Meia Légua         |
| 2                    | Boa Vista              | 14                 | Mocó               |
| 3                    | Cabaço                 | 15                 | Oiteiros           |
| 4                    | Condessa               | 16                 | Pau D'arco         |
| 5                    | Curicaca               | 17                 | Passagem de Juá    |
| 6                    | Curimã                 | 18                 | Pitombeira         |
| 7                    | Jandaíra               | 19                 | Santa Rita         |
| 8                    | Jurema                 | 20                 | Santo Estevão      |
| 9                    | Lagoa Comprida         | 21                 | São Francisco      |
| 10                   | Lagoa do Canto         | 22                 | Riacho Verde       |
| 11                   | Lagoa da Quixaba       | 23                 | Riacho Salgado     |
| 12                   | Manjericão             | 24                 | Várzea Fria        |
| Assentamentos Rurais |                        |                    |                    |
| 1                    | Cachoeirinha           | 3                  | Pedra Branca       |
| 2                    | Barra de Santo Estevão | 4                  | São Francisco      |

## Estatísticas

### Registro Civil
Em 2015, segundos as estatísticas do IBGE foram realizados 94 casamentos, 20 divórcios em 1ª instância, 209 nascidos vivos registrados no lugar de registro, 217 nascidos vivos registrados por residência da mãe, 91 óbitos registrados na residência do falecido, 107 óbitos registrados no lugar de registro, 1 óbito menor de 1 ano registrado na residência do falecido. 58 óbitos no hospital, 2 óbitos fetais.

### Cadastro de Empresas
De acordo com as estatísticas do IBGE em 2014, 186 empresas eram atuantes, 190 unidades locais, 1 085 pessoas eram assalariados, 1 258 pessoas tinham ocupação, com um salário mensal de 1,9 salários mínimos e R$ 21 174 com salários e outras remunerações.

## Economia

#### Setor primário
Segundo a estimativa do IBGE em 2015 o município possuía um rebanho de 7 425 bovinos, 1 216 equinos, 670 suínos, 2 474 caprinos, 130 muares, 7 731 ovinos, e 11 229 aves, dentre estas 4 505 galinhas e 6 724 galos, frangos e pintinhos. No mesmo ano, o município produziu 593 mil litros de leite, 18 mil dúzias de ovos de galinha e 69 quilos de mel de abelha.

## Cultura

### Religião
De acordo com o último senso realizado em 2010, existem várias doutrinas religiosas atuantes na cidade, mas a principal é a católica apostólica romana.
- Católica: 13.012 (82,13%)
- Evangélica: 1.118 (7,06%)
- Espírita: 5 (0,03%)

#### Paróquia de São Paulo Apóstolo

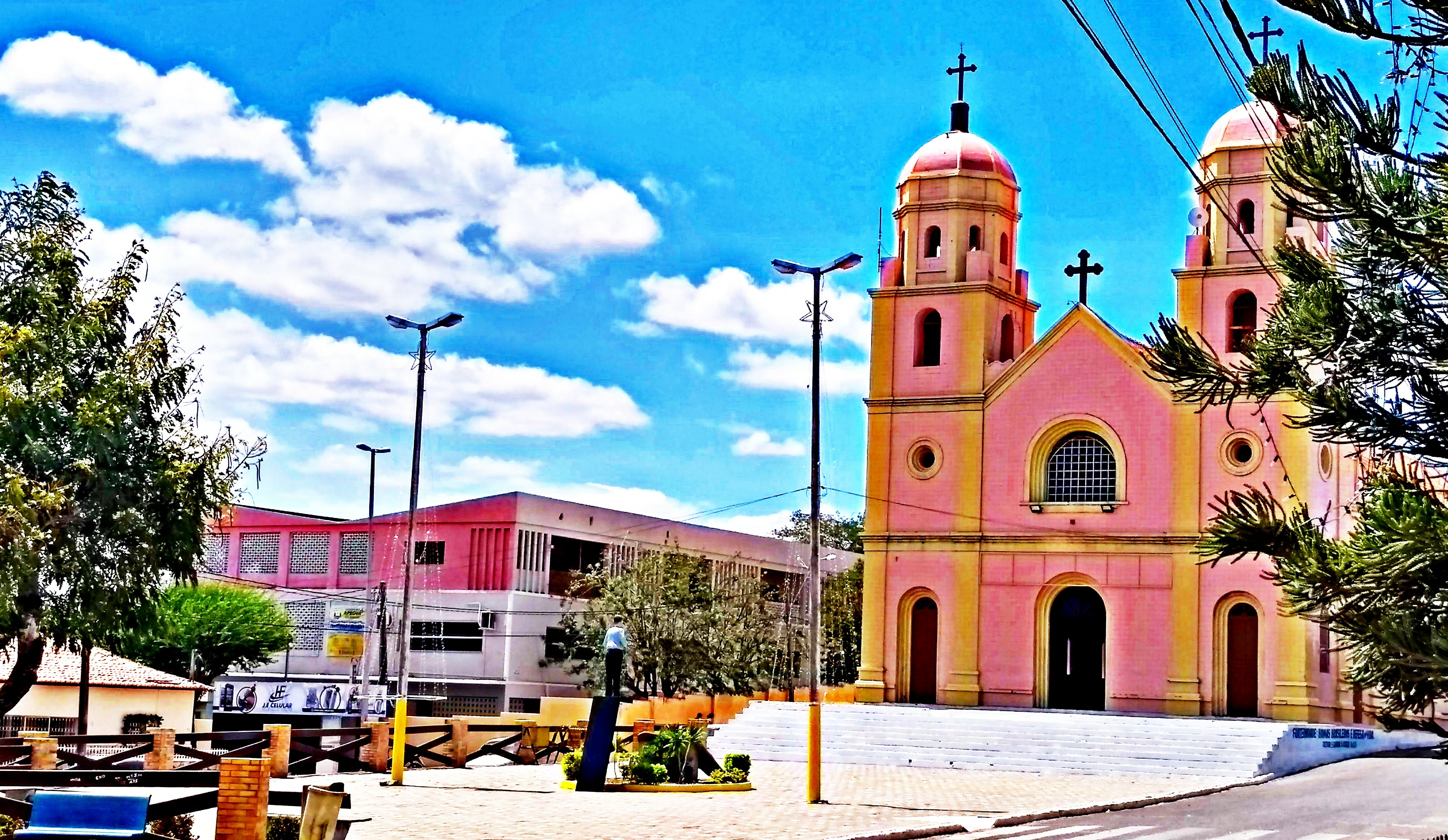
Vista da Igreja Matriz de São Paulo Apóstolo e de parte da Praça Monsenhor Expedito.

A Paróquia de São Paulo Apóstolo teve sua fundação em 30 de novembro de 1943, antes da emancipação política do Município. Chegando à São Paulo do Potengi, mesmo de longe, já se vê as torres características da famosa Matriz. A Igreja Matriz de São Paulo Apóstolo é uma relíquia arquitetônica localizada no centro de São Paulo do Potengi. É uma grande obra que foi iniciada em meados de 1970 e que hoje recebe fiéis de todas os lugares para as celebrações da Igreja Católica. Uma iniciativa partida do pároco da época monsenhor Expedito Sobral de Medeiros que fez a Igreja na pequena cidade se erguer com tamanho além do necessário para a época. A igreja ainda preserva parte de sua estrutura original e é nela onde está sepultado o corpo do Profeta das Águas desde 17 de janeiro de 2000. Está localizada na Praça Monsenhor Expedito, S/N, Centro – São Paulo do Potengi/RN.
| Nº | Párocos                               | Período                                        |
| -- | ------------------------------------- | ---------------------------------------------- |
| 1  | Monsenhor Expedito Sobral de Medeiros | 30 de novembro de 1943 – 16 de janeiro de 2000 |
| 2  | Monsenhor Severino dos Ramos Vicente  | 16 de janeiro de 2000 – até a atualidade       |

Padres com origem em São Paulo do Potengi:
- Padre Teobaldo Dias Ferreira;[27]
- Padre Elielson Cassimiro de Almeida;[28]
- Monsenhor Josino Raimundo da Silva;[29]
- Padre Francisco Hémerson Câmara.[30]

#### Festa do Padroeiro
A Festa de São Paulo Apóstolo reúne todos os anos milhares de pessoas em vários dias de celebrações e programações sociais, envolvendo missas, procissão, carreata e quermesses com música ao vivo. A Festa começa sempre no dia 15 de janeiro.

### Barragem Campo Grande

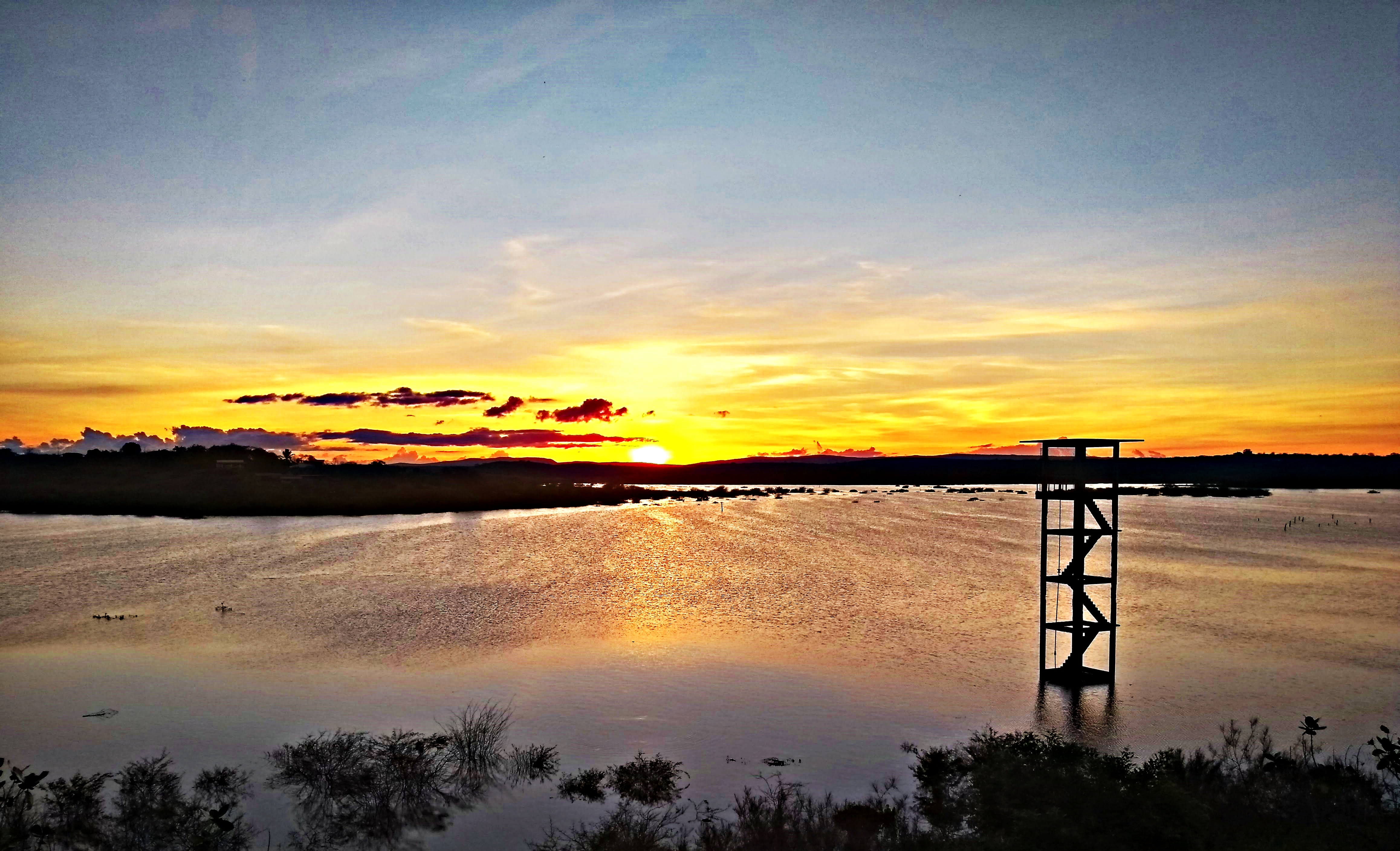
Barragem Campo Grande em abril de 2018 recebendo água depois de sete anos de seca.

A Barragem Campo Grande é uma das principais atrações turísticas da cidade, desfrutando de águas calmas, contendo em suas margens balneários, ponto de parada obrigatório para quem a visita. Foi inaugurada em 20 de fevereiro de 1986, tendo como construtor a SAG e uma capacidade total de 23.139.587,00 m³. Segundo o monitoramento da Secretaria de Estado do Meio Ambiente e dos Recursos Hídricos, o nível mais baixo que houve foi de 0,54% em fevereiro de 2018, ou seja, 125.654,84 m³. A EMPARN (Empresa de Pesquisa Agropecuária do Rio Grande do Norte) previu chuvas acima do normal em todo o Estado, depois de seis anos de estiagem severa, sendo a pior seca da história. Finalmente em abril de 2018, a barragem começou a receber água novamente.

### Museu
São Paulo do Potengi conta com um museu em homenagem ao primeiro pároco local, o Museu Monsenhor Expedito de Medeiros. O Memorial teve sua inauguração dispondo de um acervo com documentos sobre a seca, correspondências particulares, painéis que remetem sobre a vida e ações do sacerdote, sua biblioteca particular com 200 títulos, mais de 100 fitas de vídeo com registro de sua vida dedicada a religião, máquinas fotográficas antigas, fotografias e mobiliário antigo.

### Carnaval

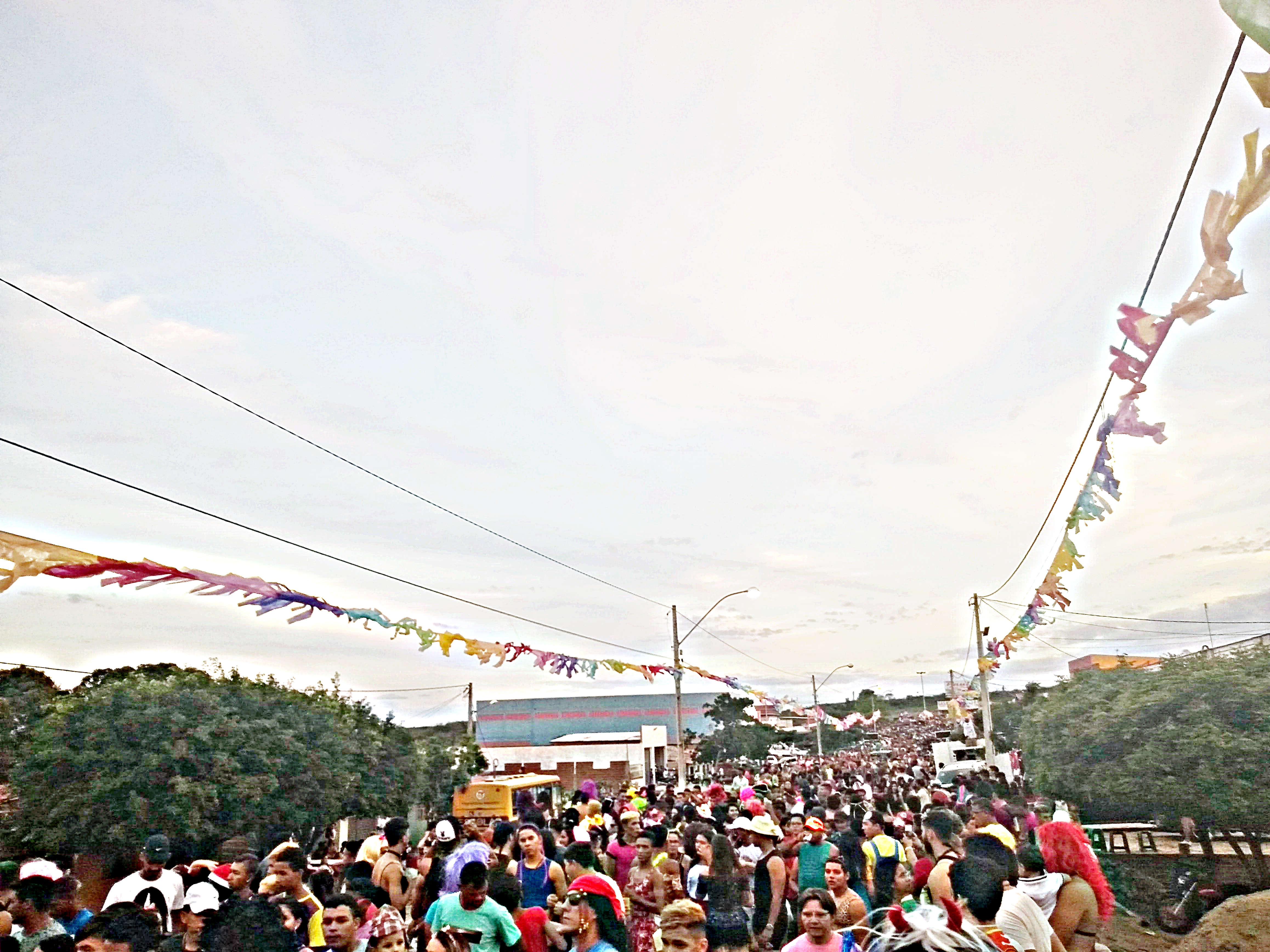
O maior Arrasta Kenga do Rio Grande do Norte.

O carnaval de São Paulo do Potengi é realizado no Pavilhão do Povo. Na segunda-feira como já é tradição, acontece um dos maiores Arrasta Kenga do Rio Grande do Norte, levando milhares de foliões as ruas da cidade.

### ExpoPotengi

Vista aérea do Centro de Exposições Agropecuárias Francisco Bezerra de Brito em 2024.

A ExpoPotengi é uma grande exposição agropecuária realizada anualmente no mês de abril no Centro de Eventos Agropecuários Francisco Bezerra de Brito. Conta com exposições para comercialização, feiras de artesanato, shows, torneios leiteiros e julgamento de raças. Abre oficialmente o Circuito Estadual de Exposições Agropecuárias do ano, promovido pelo Governo do Estado por meio da Secretaria Estadual de Agricultura, Pecuária e Pesca em parceria com as prefeituras e associações de criadores. É a segunda maior Exposição Agropecuária do Rio Grande do Norte, atrás apenas da Festa do Boi, em Parnamirim.

### Vaquejada
A vaquejada no município é uma tradição de muitos anos. O Parque Potengi construiu suas instalações para o esporte das vaquejadas, em um terreno localizado na parte alta da cidade e cuja inauguração ocorreu no dia 13 de agosto de 1982, com a presença do Governador Lavoisier Maia. Acontece anualmente no primeiro final de semana do mês de agosto.

### Feriados
Segundo a Associação do Ministério Público do Estado do Rio Grande do Norte (AMPERN), em São Paulo do Potengi há três feriados municipais e oito feriados nacionais. Os feriados municipais são: 25 de janeiro, dia do padroeiro do município, São Paulo Apóstolo; o dia 28 de junho, em que se comemora o dia de São Pedro e São Paulo; e 30 de dezembro, data de aniversário da cidade.

### Maçonaria
São Paulo do Potengi possui uma Loja Maçônica denominada de Acácia do Potengi nº 10, filiada à Grande Loja Maçônica do Estado do Rio Grande do Norte (GLERN).
Os Irmãos sanguíneos José Ferreira da Rocha, Manoel Ferreira de Rocha e Sebastião Ferreira Neto, naturais de São Paulo do Potengi, membros efetivos da Augusta e Respeitável Loja Simbólica União Natalense nº 3, Oriente de Natal-RN, jurisdicionada a Grande Loja Maçônica do Estado do Rio Grande do Norte, idealizaram e resolveram criar uma Loja Maçônica na cidade de São Paulo do Potengi-RN.
Nesta investida tiveram o apoio logístico de Wellingthon Nogueira de Melo, obreiro da Loja Maçônica 21 de abril – Grande Oriente do Brasil, Oriente de Natal-RN, gerente da Agência do Banco do Brasil S/A, de São Paulo do Potengi-RN e autorização da Grande Loja Maçônica do Estado do Rio Grande do Norte. De princípio foram iniciados 11 (onze) profanos todos do Oriente de São Paulo do Potengi-RN.

#### Incêndio
No ano de 1994 ocorreu um sinistro quando a Loja foi incendiada, com destruição total de seu mobiliário, incêndio com característica criminosa. Diante da filosofia praticada e concordância de todos os Irmãos, não coube julgar prováveis criminosos, apenas o perdão e partir para construção de um Templo próprio.
A partir daí a Loja operou na Augusta e Respeitável Loja Simbólica Parnamirim nº 9, que cedeu seu Templo e deu total apoio, inclusive com participação efetiva de Irmãos que passaram a frequentar suas Sessões.

#### Construção do novo Templo
Um ano após o sinistro se ergueu a sua sede própria à rua São João, 33 - Alto do Potengi, São Paulo do Potengi-RN, em terreno cedido pelo Irmão Francisco Bezerra de Brito. Na construção houve o comprometimento, dedicação e solidariedade de todos.
A Loja recebeu apoio, ajuda financeira e de material de construção, da Grande Loja, Lojas co-Irmãs, de Irmãos do quadro e de várias outras Lojas.
É reconhecível a dedicação, empenho e até emprego de recursos próprios pelo Irmão Sebastião Ferreira Neto.
Todo novo mobiliário e alegorias foram doados pelo Irmão Wilson Collier, da Loja São José nº 14, Oriente de São José-RN.

#### Ordens Para-maçônicas
A Loja Maçônica Acácia do Potengi abriga três ordens para-maçônicas:
- Capítulo Mensageiros da Paz nº 13, da Ordem DeMolay, fundado em 20 de agosto de 1983 pelo próprio Sebastião Ferreira Neto;
- Bethel Lírios do Potengi nº 10, da Ordem Internacional das Filhas de Jó, fundado em 08 de abril de 2016;
- Castelo de Escudeiros Príncipes da Paz nº 34, da Ordem dos Escudeiros, fundado em 26 de abril de 2013.

Além desses, existem ainda o Clube de Samaritanas Maria Consuelo Ferreira (esposas de maçons) e o Colégio Cavaleiros da Paz filiado à Associação de Sêniors DeMolays ALUMNI-RN.

#### Monumento Maçônico
A Loja Maçônica Acácia do Potengi ergueu na rotatória da RN-120 com a Rua Vicente Gomes da Rocha um monumento maçônico. Trata-se de uma pirâmide inacabada (símbolo clássico ligado à Maçonaria) encimado pelo símbolo universal da ordem, um esquadro e um compasso. Também há três mastros para o hasteamento de bandeiras. Esse monumento foi inaugurado em 23 de outubro de 2021.

## Infraestrutura

### Saúde
O principal estabelecimento de saúde do município é o Hospital Regional de São Paulo do Potengi. Conta ainda com 3 postos de saúde, 8 unidades de apoio e 1 unidade de maternidade infantil integrada.

#### Covid-19
São Paulo do Potengi foi o segundo município do Rio Grande do Norte a decretar estado de lockdown, devido a pandemia do novo coronavírus. O decreto, estabelecido pela prefeitura municipal, entrou em vigor no dia 5 de junho de 2020 e prorrogado até o dia 18 de julho seguinte, contendo uma política de isolamento, pelo fato da disseminação acelerada do vírus na cidade.

### Educação
São Paulo do Potengi tem 14 escolas municipais, 2 estaduais, 1 federal e 3 particulares totalizando 20 estabelecimentos de ensino.
| Número de Matrículas | Número de Matrículas | Número de Matrículas | Número de Matrículas |                    | Número de Docentes | Número de Docentes | Número de Docentes | Número de Docentes |
| Creche               | Creche               | Creche               | Creche               | Creche             | Creche             | Creche             | Creche             |                    |
| Rede Municipal       | Rede Estadual        | Rede Federal         | Rede Privada         | Rede Municipal     | Rede Estadual      | Rede Federal       | Rede Privada       |                    |
| -------------------- | -------------------- | -------------------- | -------------------- | ------------------ | ------------------ | ------------------ | ------------------ | ------------------ |
| 343                  | —                    | —                    | 71                   | 14                 | —                  | —                  | 5                  |                    |
| Ensino Pré-Escolar   | Ensino Pré-Escolar   | Ensino Pré-Escolar   | Ensino Pré-Escolar   | Ensino Pré-Escolar | Ensino Pré-Escolar | Ensino Pré-Escolar | Ensino Pré-Escolar |                    |
| Rede Municipal       | Rede Estadual        | Rede Federal         | Rede Privada         | Rede Municipal     | Rede Estadual      | Rede Federal       | Rede Privada       |                    |
| 342                  | —                    | —                    | 122                  | 16                 | —                  | —                  | 6                  |                    |
| Ensino Fundamental   | Ensino Fundamental   | Ensino Fundamental   | Ensino Fundamental   | Ensino Fundamental | Ensino Fundamental | Ensino Fundamental | Ensino Fundamental |                    |
| Rede Municipal       | Rede Estadual        | Rede Federal         | Rede Privada         | Rede Municipal     | Rede Estadual      | Rede Federal       | Rede Privada       |                    |
| 1 601                | 395                  | ---                  | 680                  | 65                 | 17                 | —                  | 39                 |                    |
| Ensino Médio         | Ensino Médio         | Ensino Médio         | Ensino Médio         | Ensino Médio       | Ensino Médio       | Ensino Médio       | Ensino Médio       |                    |
| Rede Municipal       | Rede Estadual        | Rede Federal         | Rede Privada         | Rede Municipal     | Rede Estadual      | Rede Federal       | Rede Privada       |                    |
| —                    | 539                  | 545                  | 50                   | —                  | 24                 | 41                 | 9                  |                    |

Na rede pública 10% dos alunos aprenderam o adequado na competência de leitura e interpretação de textos até o 5° ano na rede pública de ensino, a mesma porcentagem equivale aos alunos do 9º ano da rede pública. Na competência de resolução de problemas 15% dos alunos aprenderam o adequado até o 5º ano, e apenas 2% dos alunos aprenderam o adequado até o 9º ano. No ano de 2015, os alunos dos anos inicias da rede pública da cidade tiveram nota média de 4 no IDEB. Os alunos dos anos finais, a nota foi de 3,6. Comparado com os outros municípios do Rio Grande do Norte, a nota dos alunos dos anos iniciais colocava esta São Paulo do Potengi na posição 102 de 167. Considerando a nota dos alunos dos anos finais, a posição ficava na 53 de 167. A taxa de escolarização (para pessoas de 6 a 14 anos) foi de 97,9 no ano de 2010. Isso deixava o município na colocação 69 de 167 entre todas as cidades do estado e na posição 2.237 de 5.570 dentre as cidades do Brasil.
| IDEB de São Paulo do Potengi | IDEB de São Paulo do Potengi | IDEB de São Paulo do Potengi | IDEB de São Paulo do Potengi | IDEB de São Paulo do Potengi |
| Rede Pública                 | Rede Pública                 | Rede Pública                 | Rede Pública                 | Rede Pública                 |
| Ano                          | Anos Iniciais                | Meta                         | Anos Finais                  | Meta                         |
| ---------------------------- | ---------------------------- | ---------------------------- | ---------------------------- | ---------------------------- |
| 2005                         | 2,8                          | —                            | 2,7                          | —                            |
| 2007                         | 3,4                          | 2,9                          | 2,6                          | 2,7                          |
| 2009                         | 3,2                          | 3,2                          | 2,6                          | 2,8                          |
| 2011                         | 3,8                          | 3,6                          | 2,8                          | 3,1                          |
| 2013                         | 3,7                          | 3,9                          | 3,0                          | 3,5                          |
| 2015                         | 4,0                          | 4,2                          | 3,6                          | 3,9                          |
| 2017                         | 4,2                          | 4,5                          | 3,0                          | 4,1                          |
| 2019                         | 4,6                          | 4,8                          | 3,3                          | 4,4                          |
| 2021                         | 4,6                          | 5,1                          | 4,4                          | 4,7                          |
| 2023                         | 4,2                          | 5,1                          | 3,4                          | 4,7                          |

#### Escolas particulares
- Colégio São José - CSJ[55]
- Sociedade Educadora São Francisco - SESF[56]
- Educandário Jesus Menino - EJM[57]
- Projeto SESC Ler[58]
- Educandário Casa do Bebê[59]

#### Escolas estaduais
- Escola Estadual Maurício Freire[60]
- Escola Estadual Senador Dinarte Mariz[61]

#### Escolas municipais

##### Zona Urbana
- Escola Municipal Deputado Djalma Marinho[62]
- Escola Municipal Vereador Luiz Antônio Dias Campos[63]
- Escola Municipal Paulina Nunes de Queiroz[64]
- Escola Municipal Professora Francisca Azevedo[65]
- Escola Municipal Monsenhor Expedito[66]
- Pré-escolar Pequeno Príncipe[67]
- Pré-escolar Pinguinho de Gente[68]

##### Zona Rural
- Escola Municipal Alfredo Tertulino da Cunha, na comunidade de Lagoa do Canto[69]
- Escola Municipal Joaquim Aleixo de Luna, na comunidade de Jurema[70]
- Escola Municipal Margarida Adélia de Luna, na comunidade de Manjericão
- Escola Municipal Maria Luiza de Araújo, na comunidade do Cabaço[71]
- Escola Municipal José Ribeiro de Lima, na comunidade de Lagoa Comprida
- Escola Municipal Luiz Gonzaga de Medeiros, na comunidade de Lagoa da Quixaba[72]

#### Escola federal
- Instituto Federal de Educação, Ciência e Tecnologia do Rio Grande do Norte - IFRN.[73][74][75][76]

### Transporte
A frota municipal no ano de 2018 era de 4 738 veículos, sendo 1.700 automóveis, 127 caminhões, 4 caminhões tratores, 286 caminhonetes, 73 camionetas, 13 micro-ônibus, 2.112 motocicletas, 224 motonetas, 31 ônibus, 14 veículos utilitários; outros tipos de veículos incluíam 49 unidades.

## Política
O governo municipal de São Paulo do Potengi é exercido pelo prefeito Pacelli Souto, do MDB, auxiliado por seus secretários e assessores e o poder Legislativo na figura dos 11 vereadores da Câmara Municipal, que fiscalizam o executivo e discute as leis no âmbito municipal. A sede do Governo Municipal de São Paulo do Potengi está localizado no prédio da Prefeitura Municipal na rua Bento Urbano, Centro do município. O Poder Judiciário está localizado no Fórum Dr. Galdino Bisneto.

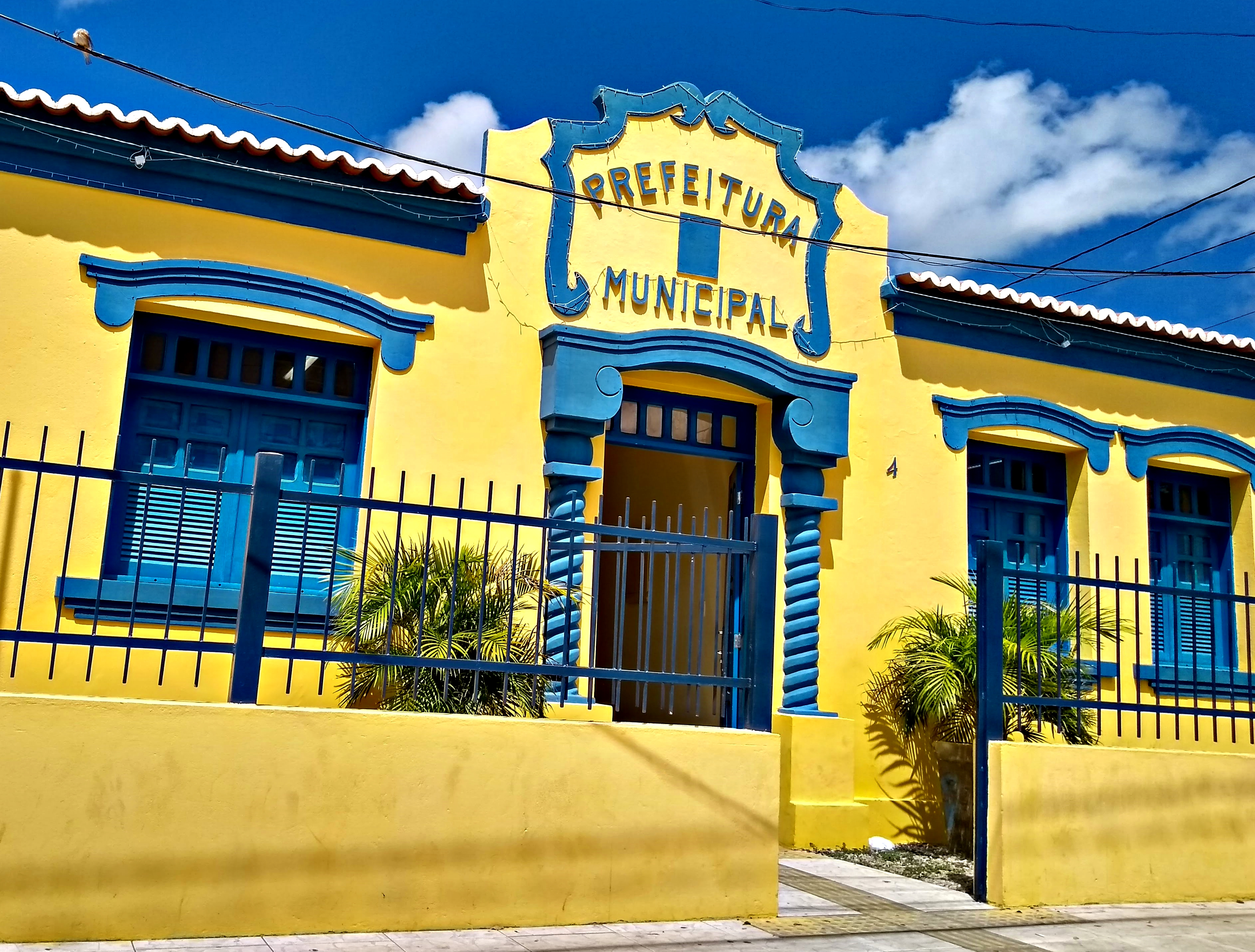
Prefeitura Municipal de São Paulo do Potengi.